# Пьер, Лора
Ло́ра Пьер (в замужестве — Джеймс) (англ. Laura Pierre (James), 13 января 1956, Арима, Тринидад и Тобаго) — тринидадская легкоатлетка, выступавшая в беге на короткие дистанции. Участница летних Олимпийских игр 1972 года. Первая женщина, представлявшая Тринидад и Тобаго на Олимпийских играх.

## Биография
Лора Пьер родилась 13 января 1956 года в тринидадском боро Арима.
Выступала в легкоатлетических соревнованиях за клуб «Абилин Уайлдкэтс» из Аримы.
В 1972 году вошла в состав сборной Тринидада и Тобаго на летних Олимпийских играх в Мюнхене. В 1/8 финала бега на 200 метров заняла последнее, 6-е место, показав результат 26,32 секунды и уступив 0,95 секунды попавшей в четвертьфинал с 5-го места Розе Мусани из Уганды.
Пьер стала первой женщиной, представлявшей Тринидад и Тобаго на Олимпийских играх.
В 2011 году жила в американском штате Вашингтон.

## Личный рекорд
- Бег на 200 метров — 23,8 (1972)[1]